# 拉斐尔·托洛伊
拉斐尔·托洛伊（葡萄牙語：Rafael Tolói；1990年10月10日—），是義大利職業足球員，目前效力於巴西足球甲級聯賽俱樂部聖保羅。场上位置是中后卫。代表意大利国家足球队参加国际比赛。

## 俱乐部生涯
2008年，托洛伊在巴西乙级联赛球队戈亞斯开始职业足球生涯，他在2009年帮助球队获得戈亚斯州联赛冠军。2012年7月5日，他和巴西足球甲级联赛球队圣保罗签约5年。
2014年1月31日，他以50万欧元的价格租借到意大利足球甲级联赛球队羅馬半个赛季，罗马可以选择在赛季结束后以550万欧元的身价买断球员。
2015年8月26日，托洛伊被亚特兰大签下，转会费为350万欧元。托洛伊在2020-21赛季成为亚特兰大队长。

## 國家隊生涯
2021年6月，托洛伊入選了義大利參加2020年歐洲國家盃的大名單。7月11日，他隨隊獲得歐洲國家盃冠軍。

## 榮譽

### 球會
亞特蘭大
- 歐霸盃冠軍：2023-24

### 國家隊
義大利
- 歐洲國家盃冠軍：2020[4]

### 勳章
- 5級／騎士－意大利共和國功勳騎士勳章：2021[5]

## 外部連結
- Soccerway資料庫：拉斐尔·托洛伊